# واشیشه‌ای شدن
واشیشه‌ای شدن (انگلیسی: Devitrification) یعنی از دست رفتن حالت شیشه‌ای یک ماده و تبدیل آن به ماده‌ای بلوردار.
واشیشه‌ای شدن فرایندی زمین‌شناختی و فیزیکی است که طی آن یک مادهٔ شیشه‌ای (مانند شیشهٔ آتشفشانی یا ابسیدین) به‌تدریج ساختار بلورین پیدا می‌کند و دیگر شیشه‌ای (آمورف) باقی نمی‌ماند.
در این فرایند، مادهٔ شیشه‌ای به یک سنگ ریزبلور (کریپتوبلورین) یا سنگ کاملاً بلورین تبدیل می‌شود. این دگرگونی برای باستان‌شناسان و زمین‌شناسان در تعیین سن و شرایط نگهداری نمونه‌ها اهمیت دارد.
وقتی گدازهٔ آتشفشانی به‌سرعت سرد می‌شود، بلورها فرصت شکل‌گیری پیدا نمی‌کنند و ماده‌ای شیشه‌ای مانند ابسیدین تشکیل می‌شود. اما این حالت شیشه‌ای، پایدار نیست. با گذشت زمان و به‌ویژه در حضور رطوبت یا گرمای زمین، ذرات کوچک بلور (مانند کریستوبالیت، فلدسپات یا کائولینیت) درون شیشه شروع به رشد می‌کنند. در نتیجه، ماده به‌تدریج بلورین، کدر، ترد و شکننده می‌شود و ویژگی‌های شیشه‌ای خود را از دست می‌دهد.
رطوبت، به‌ویژه در اثر تماس با آب‌های زیرزمینی گرمای زمین (حتی گرمای اندک طی زمان بسیار طولانی) زمان (هرچه ماده قدیمی‌تر باشد، بیشتر دچار این فرایند می‌شود) شتاب‌دهنده واشیشگی هستند.

## نمونه‌ها
ابسیدین تازه، شفاف یا سیاه درخشان است، اما ابسیدین‌های قدیمی‌تر اغلب کدر، زبر و حاوی بلور هستند. توده‌های پرلایت حاصل از واشیشه‌ای شدن جزئی ابسیدین‌اند.